# (8210) NANTEN
(8210) NANTEN – planetoida z pasa głównego asteroid okrążająca Słońce w ciągu 3 lat i 317 dni w średniej odległości 2,46 au. Została odkryta 5 marca 1995 roku przez Takao Kobayashiego. Przed nadaniem nazwy planetoida nosiła oznaczenie tymczasowe (8210) 1995 EH.